# Trochalopteron
Trochalopteron (лат.) — род воробьиных птиц из семейства кустарницевых (Leiothrichidae).

## Название
Название рода Trochalopteron в переводе с латыни означает «закруглённое крыло» (от др.-греч. τροχαλος — круглый, закруглённый и πτερον — крыло).

## Систематика
Род Trochalopteron был восстановлен 2009 году на основании филогенетических исследований Gelang и коллег из рода кустарниц. Сначала вместе с ними включался в семейство тимелиевых, но потом был перенесён в семейство кустарницевых.

### Классификация
Международный союз орнитологов относит к роду 19 видов:
- Trochalopteron affine (Blyth, 1843) [syn. Garrulax affinis] — Чернолицая кустарница
- Trochalopteron austeni Godwin-Austen, 1870 [syn. Garrulax austeni]
- Trochalopteron chrysopterum (Gould, 1835)
- Trochalopteron elliotii J. Verreaux, 1871 [syn. Garrulax elliotii] — Желтокрылая кустарница
- Trochalopteron erythrocephalum (Vigors, 1832) [syn. Garrulax erythrocephalus] — Красноголовая кустарница
- Trochalopteron formosum J. Verreaux, 1869 [syn. Garrulax formosus] — Цветная кустарница
- Trochalopteron henrici Oustalet, 1892 [syn. Garrulax henrici] — Мышиная кустарница
- Trochalopteron imbricatum (Blyth, 1843)
- Trochalopteron lineatum (Vigors, 1831) — Полосатая кустарница, или полосатая тимелия
- Trochalopteron melanostigma (Blyth, 1855)
- Trochalopteron milnei David, 1874 [syn. Garrulax milnei] — Краснохвостая кустарница
- Trochalopteron morrisonianum Ogilvie-Grant, 1906
- Trochalopteron ngoclinhense (Eames, Trai & Cu, 1999)
- Trochalopteron peninsulae Sharpe, 1887
- Trochalopteron squamatum (Gould, 1835) [syn. Garrulax squamatus] — Синекрылая кустарница
- Trochalopteron subunicolor Blyth, 1843 [syn. Garrulax subunicolor] — Золотокрылая кустарница
- Trochalopteron variegatum (Vigors, 1831) [syn. Garrulax variegatus] — Пестрокрылая кустарница
- Trochalopteron virgatum Godwin-Austen, 1874 [syn. Garrulax virgatus] — Пёстрая кустарница
- Trochalopteron yersini Robinson & Kloss, 1919 [syn. Garrulax yersini] — Ошейниковая кустарница, или ошейниковая тимелия